# Vorritt
Der Vorritt, früher auch Rittersprung genannt, war ein lehnrechtliches Privileg für den Oberlausitzer Adel, das diesem 1544 im engen zeitlichen, wohl auch verfassungsgeschichtlichen Zusammenhang mit der Decisio Ferdinandea vom böhmischen König Ferdinand I. erteilt wurde. Bei diesem Privileg handelt sich um die erste Rechtsquelle des Oberlausitzer Territorial-Lehnrechts. Bereits zuvor hatten jedoch Vorritte, und zwar aufgrund einzelfallabhängiger Erlaubnis des Lehnsherrn stattgefunden. Der Vorritt stellt ein Rechtsritual dar, das bereits dem Sachsenspiegel – jedoch für den Geltungsbereich des Landrechts – bekannt war und insoweit in der rechtsgeschichtlichen Literatur als „Pferdprobe“ Bearbeitung erfahren hat.
Lehnsgüter durften nach den strengen Grundsätzen des (sächsischen) Lehnrechts grundsätzlich nicht zu Lebzeiten des Vasallen veräußert werden. Ein Lehen durfte nur an lehnsfähige Erben in gerader Linie, das heißt etwa nicht an Töchter vererbt werden. War kein lehnsfähiger Erbe vorhanden oder war abzusehen, dass kein lehnsfähiger Erbe mehr geboren würde, entstand bereits zu Lebzeiten des erbenlosen Vasallen ein Anwartschaftsrecht des Lehnsherrn, wonach das Lehen nach Tod des Vasallen an den Lehnsherrn „heimfiel“, es also bereits zu Lebzeiten des Vasallen „auf dem Fall“ stand. Dieses Recht des Lehnsherrn durfte mithin bereits zu Lebzeiten des erbenlosen Vasallen nicht durchbrochen werden, etwa durch Veräußerung an eine Tochter oder Dritte.
König Ferdinand I. gestand dem Oberlausitzer Adel mit dem Privileg über den Vorritt vom 21. Februar 1544 eine Ausnahmeregelung zu: Wenn der Vasall den Vorritt erfolgreich absolvierte, er damit seine „Jugendlichkeit, Gesundheit und Stärke“ bewies, durfte er das Lehen veräußern, auch wenn er keinen lehensfähigen Erben hatte: „Desgleichen, wo er keinen männlichen Leibes-Erben hätte, und so jung, gesund und starck wäre, daß er in seinem Küraß von der Erden auf ein Hengstmäßiges Pferd sitzen mag; Wann er dasselbige vor dem Landvoigt erzeiget, soll er alsdenn auch Macht haben, seine Güter […] zu verkauffen, männigliches unvermindert“.
Herausforderung war, in einer neu gefertigten ritterlichen Rüstung, deren Festigkeit durch einen Pistolenschuss überprüft wurde, ein als „hengstmäßig“ anerkanntes Pferd ohne fremde Hilfe zu besteigen. Später wurde es üblich, zudem umherzureiten und das Schwert zu ziehen. Die Handlung wurde nicht häufig durchgeführt. Der Vorritt fand früher etwa auch in Görlitz, später stets auf dem Schloss Ortenburg in Bautzen statt. Die Rüstungen der „Vorreiter“ wurden bis in ins 20. Jahrhundert im Bautzener Landhaus, dem Sitz der Landstände, aufbewahrt. Der Vorritt wurde bis zum Ende des 18. Jahrhunderts durchgeführt – unter großer Anteilnahme der Bevölkerung und des Adels, wie die zeitgenössischen Quellen aussagen.
Bestbezeugter Vorritt ist der des Grafen Gotthelf Adolph von Hoym aus dem Jahr 1777, durch den dessen Tochter, die spätere Ehefrau (⚭ 1791) des Fürsten Reuß-Ebersdorf, zur Erbin der Herrschaft Ruhland wurde. 1780 fand der letzte Vorritt statt. Die Bedeutung des Vorrittes als Rechtsritual war zugunsten der Bedeutung als Zeremoniell zurückgetreten.